# مایدان (گورنگی میلانوواتس)
مایدان (به صربی: Majdan) یک منطقهٔ مسکونی در صربستان است که در ناحیه موراویتسا واقع شده‌است. مایدان ۵۱۳ نفر جمعیت دارد.